# Spacja

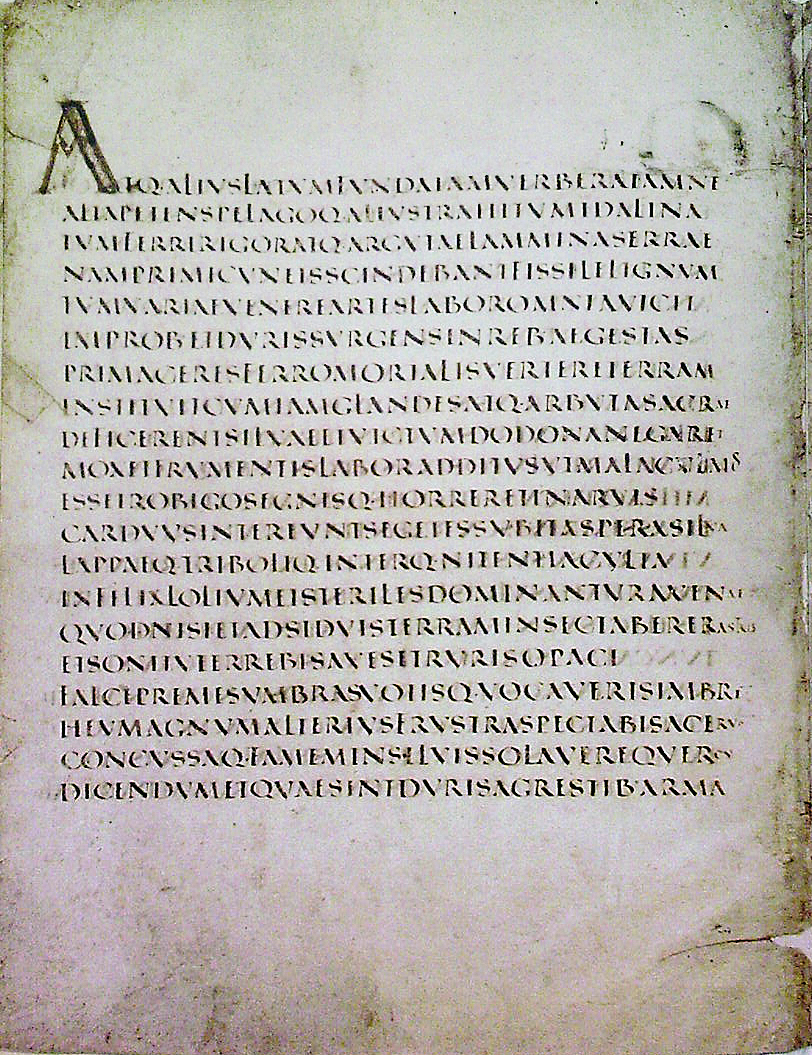
Tekst napisany bez użycia spacji

Porównanie szerokości spacji firetowej, półfiretowej i chudej

Spacja – odstęp pomiędzy dwoma wyrazami lub literami (spacjowanie) w tekście; w fontach znak o określonej szerokości, nieposiadający jednak reprezentacji graficznej.
W zecerstwie spacja należy do drobnego materiału justunkowego, jest to materiał zecerski bez oczka, nazywany również ślepym – nie tworzy on odbitki w druku. Spacje służyły do rozdzielania wyrazów lub do ich spacjowania. Spacje o szerokości mniejszej niż 2 punkty były rzadko używane, gdyż – sprężynując – nierównomiernie rozpychały wiersze składu.
W programach DTP wyróżnia się następujące rodzaje spacji:
| Polska nazwa          | Angielska nazwa    | Szerokość                   | Zmiana szerokości przy justowaniu | Przenoszenie tekstu do następnego wiersza |
| --------------------- | ------------------ | --------------------------- | --------------------------------- | ----------------------------------------- |
| spacja międzywyrazowa | word space         | zazwyczaj 1/4 stopnia pisma | T                                 | T                                         |
| spacja twarda         | no-break space     | zazwyczaj 1/4 stopnia pisma | N                                 | N                                         |
| spacja niełamiąca     | non-breaking space | zazwyczaj 1/4 stopnia pisma | T                                 | N                                         |
| spacja włosowa        | hair space         | 1/10–1/16 stopnia pisma     | N                                 | T                                         |
| spacja firetowa       | em space           | równa stopniowi pisma       | N                                 | T                                         |
| spacja półfiretowa    | en space           | 1/2 stopnia pisma           | N                                 | T                                         |
| spacja chuda          | thin space         | 1/4 stopnia pisma           | N                                 | T                                         |
| spacja cyfrowa        | figure space       | równa polu znaku cyfry      | N                                 | T                                         |